# ハワード・ファスト
ハワード・ファスト（Howard Melvin Fast, 1914年11月11日 - 2003年3月12日）は、アメリカ合衆国の小説家。ハワード・ファーストとも表記される。E・V・カニンガム(E. V. Cunningham)とウォルター・エリクソン(Walter Ericson)のペンネームも持っている。

## 来歴
ニューヨーク生まれ。父親はウクライナから、母親はイギリスからそれぞれ移住してきたユダヤ人。9歳の時に母親が亡くなり、父親が失業したため、兄と共に新聞配達をして働いた。のち、ニューヨーク公共図書館でパートとして働く。
サッコ・ヴァンゼッティ事件を題材にした『ぼくらは無罪だ! －サッコとヴァンゼッティの受難－』、スパルタクスの起こした第三次奴隷戦争を題材にした『スパルタクス』、レキシントン・コンコードの戦いを題材にした『四月の朝』、ピークスキル暴動を題材にした『ピークスキル事件』など、歴史上の事件を題材にした小説を多数執筆、その多くが映画・テレビドラマ化された。中でも有名なのが、1960年の映画『スパルタカス』である。
アメリカ共産党の党員でもあり（1943年に加入）、1950年、下院非米活動委員会に召喚されたが、証言を拒否した事から3カ月の禁固に処せられている。1953年、スターリン平和賞を授与されたが、この後、脱党した。
兄のジュリアス・ファスト、息子のジョナサン・ファストも作家。
2003年3月12日、88歳で死去。

## 著作

### 小説
- 『市民トム・ペイン －「コモン・センス」を遺した男の数奇な生涯－』Citizen Tom Paine (1943) 宮下嶺夫訳、晶文社/晶文社アルヒーフ
- 『自由の道』 Freedom Road (1944) 山田敦訳、青銅社
- 『アメリカ人』The American: A Middle Western Legend (1946) 山田敦訳、青銅社
- 『スパルタクス』 Spartacus (1951) 村木淳訳、三一書房/三一新書
- 『ぼくらは無罪だ! －サッコとヴァンゼッティの受難－』 The Passion of Sacco and Vanzetti, a New England legend (1953) 松本正雄・藤川健夫訳、新評論社
- 『平凡な教師 サイラス・ティンバマン』 Silas Timberman (1954) 白井泰四郎訳、理論社
- 『邪教の神殿―作家と共産党』 (1959) 後藤富男訳、日本外政学会
- 『ディナー・パーティー －ある上院議員の長い一日－』The Dinner Party (1987) 宮下嶺夫訳、サイマル出版会

E・V・カニンガム(E. V. Cunnigham)名義
- 『いとしのシルヴィア』Sylvia (1960) 永来重明訳、ハヤカワ・ミステリ
- 『おひまなペネロープ』Penelope (1965) 乾信一郎訳、ハヤカワ・ミステリ
- 『復讐するサマンサ』Samantha (1967) 永来重明 訳、ハヤカワ・ミステリ

ウォルター・エリクソン(Walter Ericson)名義
- 『蜃気楼』Fallen Angel / Mirage (1952) 平井イサク訳、ハヤカワ・ミステリ

### 短編
- 「大蟻」The Large Ant (1960) 中村保男訳、創元推理文庫、ジュディス・メリル編『年刊SF傑作選1』所収
- 「ネズミ」The Mouse (1969) 伊藤典夫訳、S-Fマガジン(1974)
- 「冷凍資本」The Cold Box (1959) 武野貞俊訳、 S-Fマガジン(1961)
- 「猫と時間と」 伊藤典夫訳、 Men's Club (1986)

### ノンフィクション
- 『ピークスキル事件』Peekskill USA (1952) 松本正雄訳、筑摩書房
- 「1937年 シカゴの大虐殺事件 リパブリック製鋼事件」 木下秀夫訳、岩波書店/岩波現代叢書、イザベル・レイトン編『アスピリン-エイジ』The Aspirin Age所収

## 映像化作品
- 荒原の女 Rachel and the Stranger (1950)
- スパルタカス Spartacus (1960)
- 銃殺指令 Man in the Middle (1963)
- 蜃気楼 Mirage (1965)
- 美人泥棒 Penelope (1966)
- デラウェア渡河作戦/勝利への決断 The Crossing (2000) テレビ映画
- フリーダム・ロード Freedom Road (1979) テレビ映画
- スパルタカス Spartacus (2004) テレビドラマ